# Virginia zászlaja

Virginia zászlaja az állam címerét ábrázolja kék háttérrel. A címeren az állam mottója  áll: Sic Semper Tyrannis („Mindig így járjanak a zsarnokok”). A hagyomány szerint ezeket a szavakat mondta Brutus miközben Julius Caesart megölte. Virtus, a Nemzetközösség szimbóluma, itt amazonnak van öltözve; lába a legyőzött Zsarnokság alakján (a földön fekvő férfi kezében széttépett lánc és korbács). A zászló hivatalos leírását tartalmazó törvénycikket 1861. április 30-án fogadta el az államnak az Unióból való kiválását kimondó Virginiai Nemzetgyűlés. Jelenleg a Virginiai Törvénykönyv I. fejezetének 5. szakasza kodifikálja az állami zászlóval kapcsolatos szabályokat.